# Chariclo (épouse de Chiron)
Pour les articles homonymes, voir Chariclo.
Dans la mythologie grecque, Chariclo est la femme de Chiron.
Elle est mentionnée dans plusieurs sources archaïques, notamment chez Pindare, où elle habite avec Philyra, Chiron et ses enfants dans une caverne, mais aussi dans la Gigantomachie. Elle est aussi présente sur les trois représentations conservées des noces de Pélée et Thétis de la fin du VIe siècle av. J.-C., à chaque fois en compagnie de Déméter et Hestia.
Ovide en fait une nymphe, mère d'Ocyrrhoé par Chiron.